# 人狼復活
《人狼復活》（英語：Howling V: The Rebirth）是一部1989年直接发行录像带的恐怖電影，由尼尔·桑德斯特罗姆（Neal Sundstrom）执导，剧本由弗雷迪·罗（Freddie Rowe）和克莱夫·特纳（Clive Turner）撰写，在匈牙利布达佩斯拍摄。影片主演有菲利普·戴维斯（Philip Davis）、维多利亚·卡特琳（Victoria Catlin）、伊丽莎白·谢（Elizabeth Shé）、本·科尔（Ben Cole）和威廉·肖克利（William Shockley）。《人狼復活》是该系列中第五部作品，整个系列共有八部独立影片，情节之间联系松散。

## 剧情
1489年，在布达佩斯的一座城堡中，一家人被一对男女杀害，之后这对男女也自杀身亡。然而，在男子临死之际，他发现有一个婴儿在屠杀中幸存下来。
1989年，一位神秘的伯爵邀请一群人参加这座城堡重新开放的仪式。受邀者有盖尔·卡梅伦、玛丽露·萨默斯、乔纳森·哈姆特、大卫·普赖斯、教授和凯瑟琳。此外，城堡内还有工作人员彼得和苏珊。在午餐时，哈姆特向玛丽露讲述了当地的传说：一千年前，该地区曾被狼群所恐吓，而这些狼据说受撒旦控制——白天化身为人，夜晚变为狼。教授补充说，这座城堡正是那时建成的，后来却神秘地被遗弃。他在追踪一些声音时发现了一个地牢，正当某物挣脱锁链之际，他被困其中惨遭杀害。
第二天早上，伯爵向众人讲述了当年掌控这座城堡的强大家族被屠杀的故事。有人提到教授后，他神色慌张匆匆离开。随后他回来解释教授失踪的情况。当晚，盖尔向雷表达了她的怀疑——她觉得城堡里还有其他人存在。雷起初不信，但随后找到了一个秘密通道，还亲眼目睹盖尔被狼人袭击。他设法逃出，发现了教授的尸体，但在雪地中被杀。彼得破坏了大卫的摄像机。伯爵尋找卡梅伦和雷時發現秘密通道，和杰克、大卫一起发现了一片地道迷宫。众人决定组织搜索队。乔纳森和玛丽露被人误导而迷路，乔纳森被杀，彼得受伤，玛丽露和安娜目睹了狼人攻击他们的场面。
理查德和安娜发现他们所有人似乎都没有亲属，开始怀疑大家是被诱骗至此的。大卫和凯瑟琳发现了大多数尸体。他们怀疑伯爵是凶手，打算通知其他人，却发现理查德已死。最终，伯爵承认所有人都是曾经拥有这座城堡的家族的后代。他们其中一人是狼人，只有家族成员才能杀死狼人，他只是利用众人作为诱饵。之后，伯爵、彼得和苏珊被关进地牢。大卫和凯瑟琳打算杀死他们，但安娜不同意，便释放了他们，结果他们为了保护她反而将她关了起来。她原以为自己安全，结果狼人以人形状态接近她，随后将她杀死。
大卫发现了雷的尸体，而凯瑟琳在找到安娜后也被杀。彼得试图杀死大卫，但误杀了也在袭击大卫的苏珊，最后被玛丽露杀死。二人外出后发现伯爵，他与大卫为争抢枪支而搏斗，还告诉玛丽露大卫已被附身，等月亮出现就会变为狼人。玛丽露拿回枪支杀死了伯爵。之后，大卫对她表示并没有狼人，二人相拥而泣。但此时满月升起，玛丽露露出邪恶笑容，显露出自己才是真正的狼人。

## 演员
- 菲利普·戴维斯 饰 伯爵
- 维多利亚·卡特琳 饰 凯瑟琳·皮克博士
- 伊丽莎白·谢 饰 玛丽露·萨默斯
- 本·科尔 饰 大卫·吉莱斯皮
- 威廉·肖克利 饰 理查德·汉密尔顿
- 马克·西弗森 饰 乔纳森·莱恩
- 斯蒂芬妮·福克纳 饰 盖尔·卡梅伦
- 玛丽·斯塔文 饰 安娜
- 克莱夫·特纳 饰 雷·普赖斯
- 奈杰尔·特里菲特 饰 教授
- 吉尔·皮尔森 饰 埃莉诺
- 约瑟夫·马达拉什 饰 彼得
- 雷娜塔·萨特勒 饰 苏珊

## 製作
本片是英國和匈牙利的國際合拍電影，由克莱夫·特纳和弗雷迪·罗編劇，劇本淡化了特效場面，以突顯偵探故事和歐洲哥特式氛圍。特纳之前曾創作過《人狼IV之噩夢》，後來創作並執導了《破胆三次7》。一开始塞德里克·桑德斯特罗姆（Cedric Sundstrom）受特纳邀請執導這部電影，不过由於他正忙於製作另一部電影，所以無法接受，但推薦了他的兄弟尼尔·桑德斯特罗姆。
這部電影是在匈牙利布达佩斯拍攝的，也是故事背景所在。劇組大部分成員都是匈牙利人，而原來的攝影師在拍攝第一天後就被解雇了，因為他幾乎不會說英語。阿爾萊奇·阿梅納基接手了這個任务，當時他自己的英語水平也有限，但能夠與桑德斯特罗姆進行充分的溝通，從而使拍攝得以繼續進行。